# Khailad
Khailad (nep. खैलाड) – gaun wikas samiti w zachodniej części Nepalu w strefie Seti w dystrykcie Kailali. Według nepalskiego spisu powszechnego z 2001 roku liczył on 1365 gospodarstw domowych i 10065 mieszkańców (5002 kobiet i 5063 mężczyzn).